# Арпеджіатор
Арпеджіа́тор (англ. arpeggiator, скорочено arp) — функція, доступна на багатьох апаратних та програмних синтезаторах, що дозволяє автоматично програмувати послідовності нот від введеної виконавцем (як правило з MIDI-клавіатури) за певним алгоритмом, утворюючи в результаті арпеджіо. Отримані послідовності можуть бути записані у секвенсері для подальшого редагування.
Як правило, арпеджіатор має кілька параметрів, що дозволяють виконавцеві керувати порядком та швидкістю відтворення нот. Деякі арпеджіатори дозволяють продовжувати відтворення після відпускання клавіші, завдяки цьому можна запрограмувати структуру послідовності, натискаючи декілька клавіш одна за одною. Як правило, арпеджіатори дозволяють відтворювати послідовності у висхідному, низхідному та випадковому порядку. Більш «просунуті» арпеджіатори дозволяють запрограмовувати й складніші послідовності, або відтворювати декілька арпеджіо одночасно.
Звичайно арпеджіатор дозволяє не тільки конвертувати утримувану ноту в арпеджіо у реальному часі, але і керувати цим процесом з клавіатури комп'ютера чи MIDI-пристрою. Швидкість відтворення послідовностей можуть бути задані як в абсолютних одиницях часу (долях секунди), так і у музичних тривалостях (16-ки, 32-гі) і синхронізовані з темпом композиції.
Історично, арпеджіатори з'явилися з розвитком апаратних секвенсерів в кінці 1960-х, як наприклад ARP та секвенсерів модульних синтезаторах. У 1970-х — початку 1980-х роках арпеджіаторами устатковувалися такі клавішні синтезатори, як Roland Jupiter 8, Oberheim OB-Xa, Roland SH-101, Roland Juno-6, Sequential Circuits Six-Trak та Korg Polysix. Протягом 1980-х — початку 1990-х інтерес до арпеджіаторів згас, і тому він відсутній на таких популярних моделях того часу, як Yamaha DX-7, Casio CZ-101, Roland D-50 та Korg M1. Відродження інтересу до аналогового синтезу на початку 1990-х та використання швидких арпеджіо у хітах танцювальної музики викликав і інтерес до арпеджіаторів, і більшість інструментів, починаючи з середини 1990-х, включали цей пристрій.

## Приклади
Відомий приклад використання арпеджіатора можна почути у пісні гурту Duran Duran «Rio», арпеджіо виконуються на синтезаторі Roland Jupiter-4 по до-мінорному тризвуку у випадковій послідовності.